# Laphria engelhardti
Laphria engelhardti là một loài ruồi trong họ Asilidae. Laphria engelhardti được Bromley miêu tả năm 1931. Loài này phân bố ở vùng Tân Bắc giới.